# St. Pauli (Braunschweig)

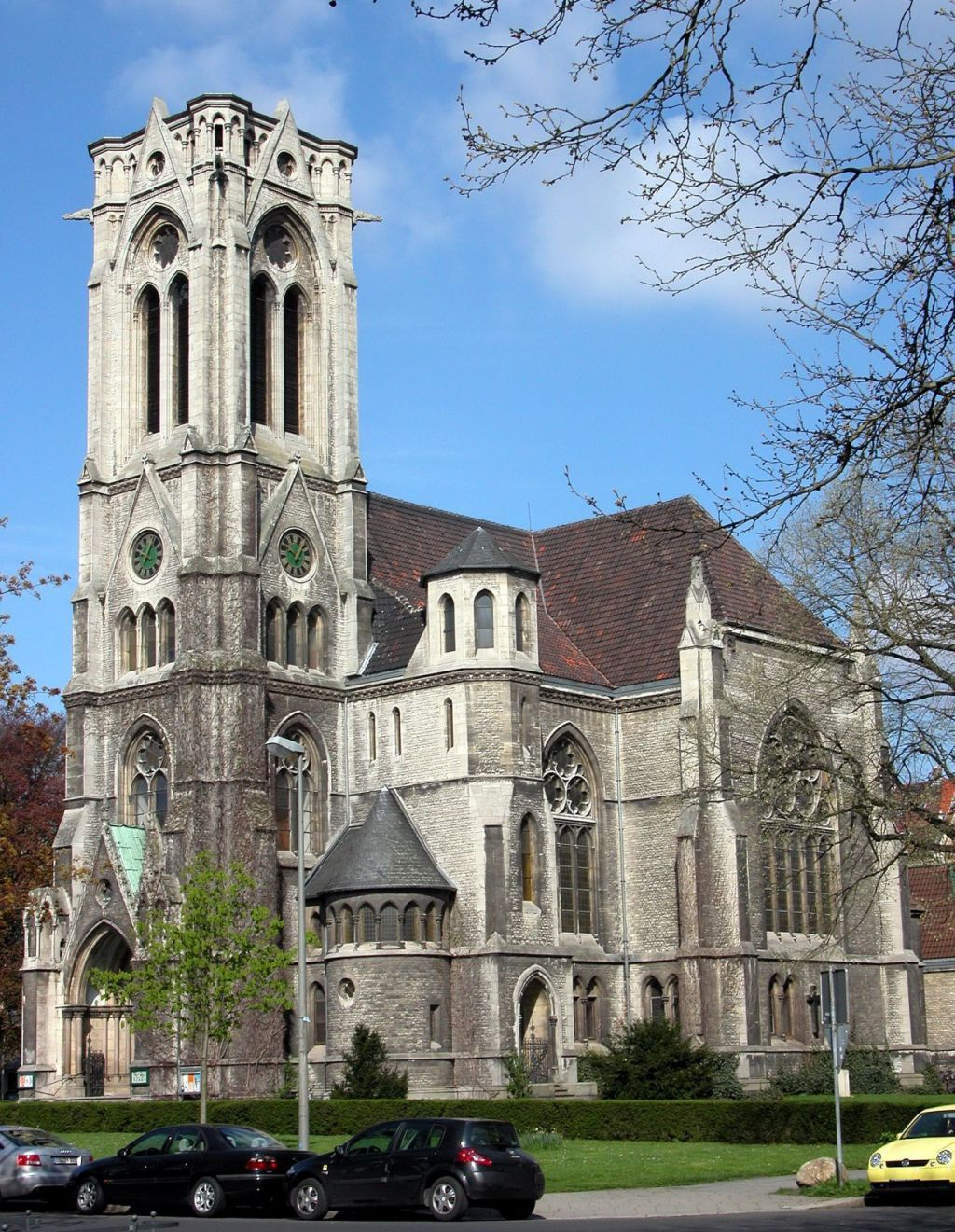
Paulikirche

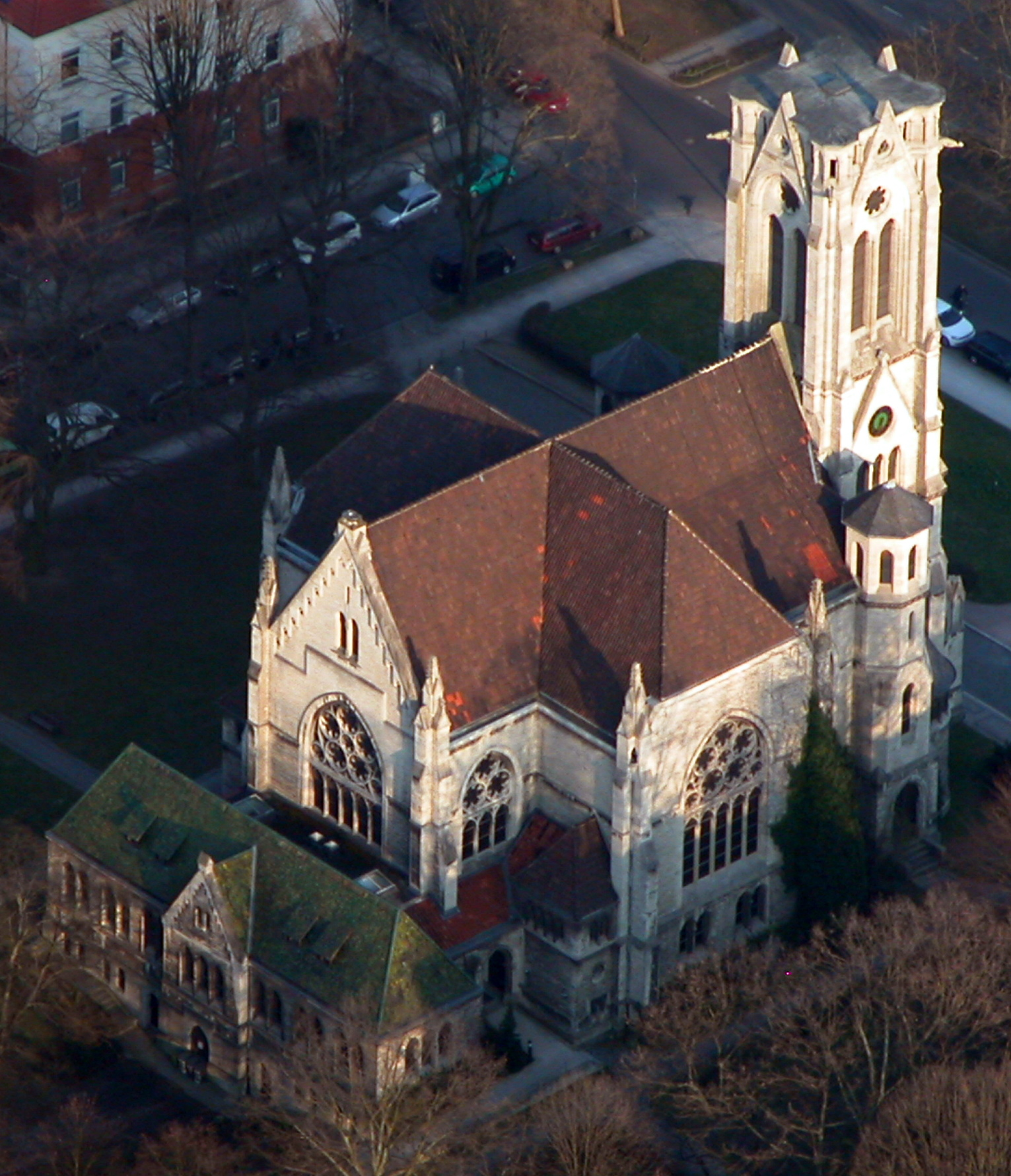
Paulikirche von Nordwesten

Die evangelisch-lutherische Paulikirche bildet den Mittelpunkt des Östlichen Ringgebiets in Braunschweig. Unter dem Stadtbaurat Ludwig Winter wurde sie von 1901 bis 1906 als repräsentativer Sakralbau an der damaligen Kaiser-Wilhelm-Straße (heute Jasperallee) errichtet. 

## Beschreibung
Das Gebäude ist freistehend angelegt und von einer großzügigen Grünfläche umgeben. Das Kirchenschiff mit dem Grundriss eines griechischen Kreuzes wurde als Zentralbau im neugotischen Stil konzipiert.
Die Inneneinrichtung folgte demselben Stil, wurde in der Nachkriegszeit jedoch stark verändert. Von besonderer Bedeutung sind die auch heute noch vorhandenen Mosaikbilder mit den Porträts bedeutsamer evangelischer Theologen und Laien im Chorraum. Sie zeigen die Ideale des protestantischen Bürgertums im Kaiserreich. 
Während des Zweiten Weltkriegs brannte die hohe neugotische Turmspitze im Bombenangriff auf Braunschweig am 15. Oktober 1944 ab. Auf ihren Wiederaufbau wurde bislang verzichtet. Die seitlichen Nebenturmdächer wurden entsprechend abgeflacht.

## Geschichte der Gemeinde
Von 1934 bis zu seiner Pensionierung im Jahre 1966 und darüber hinaus spielte der Pfarrer und Kirchenrat Otto Henneberger eine wichtige Rolle in der Gemeinde.
Seit 2012 bildet sie mit der St. Matthäus-Kirche die St. Pauli-Matthäus-Gemeinde.

## Orgel
Ursprünglich wurde die Paulikirche mit einer Orgel von Furtwängler & Hammer ausgestattet (III/39). Dieses Instrument wurde wie viele in der Stadt 1930 durch die Gebrüder Dutkowski umgebaut. Den Krieg überstand die Orgel unbeschädigt und wurde 1957 barockisiert. Die letzte Instandsetzung fand 2000 durch Jehmlich (Dresden) statt. Heute verfügt das Instrument über Kegelladen mit elektro-pneumatischer Traktur.
| I Manual C–f3 |       |
| Gedacktpommer | 16′   |
| Prinzipal     | 8′    |
| Gedecktflöte  | 8′    |
| Violflöte     | 8′    |
| Octave        | 4′    |
| Dulceflöte    | 4′    |
| Quinte        | 2 ⁄3′ |
| Superoktave   | 2′    |
| Mixtur IV–VI  |       |
| Cymbel III    |       |
| Trompete      | 8′    |

| II Manual C–f3  |       |
| Rohrflöte       | 8′    |
| Quintade        | 8′    |
| Prinzipal       | 4′    |
| Holzflöte       | 4′    |
| Gemshorn        | 2′    |
| Quinte          | 1 ⁄3′ |
| Sesquialtera II |       |
| Scharff IV      |       |
| Fagott          | 16′   |
| Trompetenregal  | 8′    |

| III Manual C–f3 |       |
| Gedeckt         | 8′    |
| Salicional      | 8′    |
| Nachthorn       | 4′    |
| Nasat           | 2 ⁄3′ |
| Prinzipal       | 2'    |
| Waldflöte       | 2'    |
| Sifflöte        | 2′    |
| Terzian II      |       |
| Mixtur IV–V     |       |
| Krummhorn       | 8′    |

| Pedal C–f1      |     |
| Prinzipal       | 16′ |
| Subbass         | 16′ |
| Gedackt (aus I) | 16′ |
| Prinzipal       | 8′  |
| Oktave          | 4′  |
| Mixtur IV       |     |
| Posaune         | 16′ |
| Trompete        | 8′  |

- Koppeln: alle Normalkoppeln
- Spielhilfen: sechs feste Kombinationen